# Universidad Claude Bernard-Lyon I
La Universidad Claude Bernard, Universidad de Lyon I (o por su acrónimo UCBL), es una universidad pública francesa especializada en los dominios de ciencia y tecnología, salud y ciencias del deporte. Creada oficialmente en 1971 al agrupar la Facultad de Ciencias de Lyon, fundada en 1808 y de la facultad de medicina, fundada en 1874. Debe su nombre al fisiólogo francés Claude Bernard. Desde 2007, es una institución integrante de la Universidad de Lyon.
Cuenta con numerosas sedes a lo largo de la región Ródano-Alpes, sin embargo, los edificios principales se encuentran en el Campus de la Doua en Villeurbanne y en el 8° distrito de Lyon ( Campus de Rockefeller y de La Buire). La sede de la Doua alberga la administración y la mayor parte de los estamentos científicos incluyendo la Facultad de Ciencias y Tecnología, el Instituto Universitario Tecnológico (IUT) y el Politécnico de Lyon (Polytech Lyon). Otros componentes importantes son la Seccional de Gerland. En cuanto a la Facultad de Salud, se compone de la Facultad de Medicina del Este de Lyon (Lyon Est), situada en el Campus de Rockefeller, la sede Laënnec en La Buire, la Facultad de Odontología en Laënnec, del Complejo Hospitalario de Lyon Sur (Lyon Sud) y de la Facultad de Medicina de Lyon Sur en Oullins.